# 现实生活
“现实生活” （英：Real life）是一个用来区分现实世界和虛構世界的短语，与虚拟生活对应。

## 用于与虚幻生活区分
与小说、电视等构建世界的作品区分，比如：“现实生活中的美人鱼” 等等。

## 用于与线上生活区分
指代线下生活。用于和在网络上的活动区分。